# Георги Ганев (архитект)
Вижте пояснителната страница за други личности с името Георги Ганев.
Георги Райчев Га̀нев е български архитект, специалист по курортно строителство.

## Биография
Роден е на 21 март 1916 г. в София. През 1939 г. завършва архитектура в Дрезден. В 1956 г. е главен архитект на курорта „Златни пясъци“, а през 1959 г. – на курортите „Св. св. Константин и Елена“ и „Чайка“. Проектант е на „Казиното“ и хотелите „Амбасадор“, „Астория“, „Берлин“, „Гладиола“, „Гларус“, „Златна котва“, „Метропол“ и „Морско око“ в „Златни пясъци“ и Международният дом на учените „Фредерик Жолио-Кюри“ и хотел „Варна“ в „Св. св. Константин и Елена“. Ръководител е на проекта за оформянето на мемориалната Ботева алея, в частта от връх Околчица до Рашов дол.
Умира на 24 юли 2002 г. в София.